# Katharina Müllner
Katharina Müllner (geboren 1992 in Wien) ist eine österreichische Dirigentin.

## Leben und Wirken
Müllner begann im Alter von fünf Jahren Klavier und Violine zu spielen sowie später weitere Instrumente. Sie wollte Lehrerin für Musik und Psychologie werden und absolvierte ein Lehramtsstudium an der Universität für Musik und darstellende Kunst Wien. Zusätzlich begann sie ein Dirigierstudium bei Andreas Stoehr an der Musik und Kunst Privatuniversität der Stadt Wien. Sie sang im Chor des Wiener Singvereins und leitete bereits während der Studien Chöre und Instrumentalensembles, beispielsweise im Beriosaal des Wiener Konzerthauses und im Kuppelsaal der Technischen Universität. Ihr Bühnendebüt war 2016 die Operette Gasparone von Carl Millöcker am Theater an der Gumpendorfer Straße (TAG) in Wien. 2015 bzw. 2017 schloss sie ihre Studien ab.
Ab Herbst 2017 war sie drei Spielzeiten lang als Korrepetitorin mit Dirigierverpflichtung am Musiktheater Linz verpflichtet. Sie debütierte in Linz als musikalische Leiterin der Operette Eine Nacht in Venedig und dirigierte dort in der Folge Operetten von Millöcker und Zeller sowie Opern von Mozart und Cimarosa. Zudem gastierte sie an den Opernhäusern von Aachen, Chemnitz, Weimar und an der Wiener Kammeroper. Seit der Spielzeit 2020/21 ist Müllner als freischaffende Dirigentin tätig. Sie leitete unter anderem 2021 Die Zauberflöte am Theater St. Gallen und an der Deutschen Oper am Rhein, 2022 die Operette Der Teufel auf Erden an der Volksoper Wien und 2023 Così fan tutte an der Komischen Oper Berlin, letztere eine Zusammenarbeit mit dem russischen Regisseur Kirill Serebrennikow.
Im Konzertsektor sind Auftritte bzw. Streams mit dem Bratislava Symphony Orchestra, dem Sinfonieorchester Aachen, der Robert Schumann Philharmonie in Chemnitz, dem Philharmonischen Orchester des Landestheaters Coburg, dem Sinfonieorchester Wuppertal und den Brandenburger Symphonikern sowie Familien-, Weihnachts- und Schulkonzerte mit dem Bruckner Orchester Linz verzeichnet. Zu ihrem Konzertrepertoire zählen unter anderem Peter und der Wolf und Karneval der Tiere, zwei Werke für Kinder und Familien, aber auch Werke der Wiener Klassik (Haydn, Mozart, Beethoven und Schubert) und der Walzerdynastie Strauß sowie Tschaikowskys Fünfte, die Tondichtung Ein Heldenleben von Richard Strauss und große Chor-Orchesterwerke.